# 俄亥俄州立大学七叶树队
俄亥俄州立大学七叶树队（英語：Ohio State Buckeyes）简称七叶树或巴克艾，是美国俄亥俄州立大学的校队，得名于俄亥俄州州树光叶七叶树。学校的颜色为猩紅色和灰色，吉祥物是七叶树布鲁图斯。

## 概要

Big Ten logo in Ohio State's colors

俄亥俄州立大学七叶树队参加國家大學體育協會（NCAA）的所有运动项目，以及十大联盟的绝大部分运动项目。七叶树队是全美仅有的7所同时获得美式橄榄球、篮球和棒球全国冠军的大学之一。此外获得全国冠军的项目还包括男子游泳和跳水、男子户外田径、男子排球、男子高尔夫、男子体操、男子击剑、女子划船、男女混合击剑、男女混合和女子手枪、花样游泳和摔角。
学生时期参加过七叶树队的体育界名人包括了杰西·欧文斯（“七叶树子弹”，田径），约翰·哈夫利切克、杰里·卢卡斯、凯蒂·史密斯（篮球），弗兰克·霍华德（棒球），傑克·尼克勞斯（高尔夫），阿奇·格里芬、奇克·哈雷（橄榄球）。
七叶树队现有的运动项目包括：
- 男子项目：棒球，篮球，越野，击剑，美式橄榄球，高尔夫，体操，冰球，袋棍球，足球，游泳和跳水，网球，田径（包括室内室外），排球，摔角
- 女子项目：篮球，越野，击剑，草地曲棍球，高尔夫，体操，冰球，赛艇，袋棍球，足球，垒球，游泳和跳水，花样游泳，网球，田径（包括室内室外），排球
- 男女混合项目：手枪，步枪

## 橄榄球队
七叶树橄榄球队参加NCAA第一级别美式足球碗赛分区比赛，为十大联盟东组队伍，主场为哥伦布市的俄亥俄体育场。自成立至今，七叶树橄榄球队共获得了8次全国冠军和41次联盟冠军（其中39次为十大联盟冠军）。一共有10个不败赛季，7位球员获得了最佳球员海斯曼奖。

### 全国冠军
七叶树橄榄球队曾经8次获得NCAA认可的评选结构颁发的全国冠军，其中6次来自主流通讯社，即美联社投票或教练投票。
| 年份 | 教练        | 冠军颁发                                            | 赛季战绩 | 十大联盟内战绩 | 碗赛                        | 美联社投票 | 教练投票 |
| 1942 | Paul Brown  | 美联社投票（AP Poll）                               | 9–1      | 6–1            | –                           | No. 1      | −        |
| 1954 | Woody Hayes | 美联社投票                                          | 10–0     | 7–0            | 玫瑰碗获胜                  | No. 1      | No. 2    |
| 1957 | Woody Hayes | 教练投票（Coaches Poll），橄榄球作家协会（FWAA）    | 9–1      | 7–0            | 玫瑰碗获胜                  | No. 2      | No. 1    |
| 1961 | Woody Hayes | FWAA                                                | 8–0–1    | 6–0            | –                           | No. 2      | No. 2    |
| 1968 | Woody Hayes | 美联社投票，教练投票，FWAA，全国橄榄球基金会（NFF） | 10–0     | 7–0            | 玫瑰碗获胜                  | No. 1      | No. 1    |
| 1970 | Woody Hayes | NFF                                                 | 9–1      | 7–0            | 玫瑰碗失利                  | No. 5      | No. 2    |
| 2002 | Jim Tressel | BCS全国冠军赛，美联社投票，教练投票， FWAA，NFF     | 14–0     | 8–0            | 喜庆碗（BCS全国冠军赛）获胜 | No. 1      | No. 1    |
| 2014 | Urban Meyer | 全国季后赛，美联社投票，教练投票， FWAA/NFF         | 14–1     | 8–0            | 季后赛全国冠军赛获胜        | No. 1      | No. 1    |

### 竞争对手

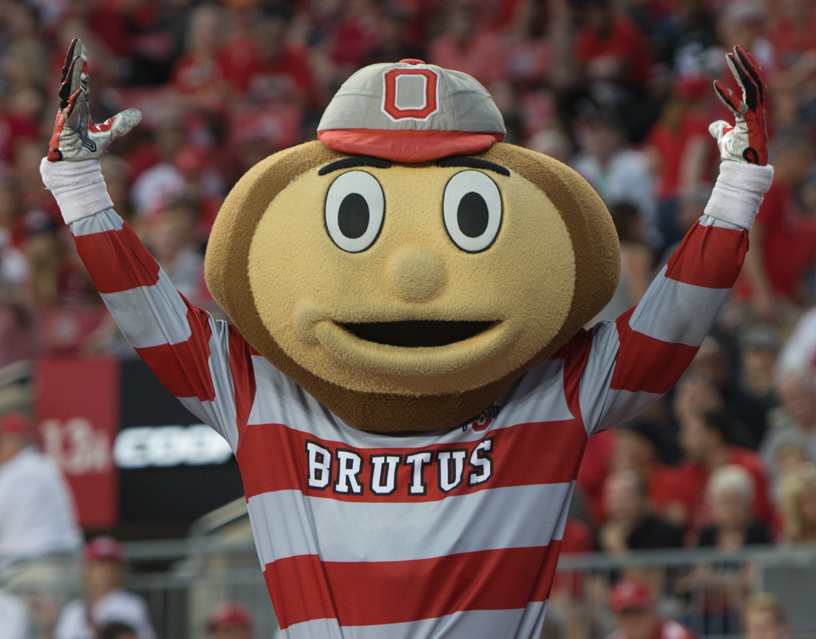
吉祥物七叶树布鲁图斯

七叶树橄榄球队的传统竞争对手包括了密歇根大学狼獾队、伊利诺伊战士队和宾州州立尼塔尼雄狮队。
- 七叶树狼獾德比：密歇根大学在2021赛季以59-51-6领先该系列赛。[12]
- 伊利巴克杯（英语：Illibuck Trophy）：在2019赛季，俄亥俄州立大学以68-30-4领先该系列赛。[13]
- 俄州大-宾州大橄榄球对抗赛（英语：Ohio State–Penn State football rivalry）：在2020赛季，俄亥俄州立大学以22-14领先该系列赛。[14]

## 男子篮球
七叶树男子篮球队参加NCAA第一级别男篮比赛，曾经10次杀入NCAA一级男子篮球锦标赛四强赛，5次进入总决赛，并于1960年获得全国冠军。主场为Value City体育馆。

### 全国冠军
七叶树男子篮球队与1960年获得过1次NCAA全国冠军，此外还于1939年、1961年、1962年、2007年获得全国亚军。
| 赛季    | 教练        | 对手           | 比分  | 地点   | 赛季战绩 | 十大联盟内战绩 |
| 1959–60 | Fred Taylor | 加利福尼亞金熊 | 75–55 | 旧金山 | 25–3     | 13–1           |

### 退役号码
七叶树男子篮球队退役了5个球衣号码。
| 号码 | 球员            | 场上位置   | 校队生涯  |
| 5    | 约翰·哈夫利切克 | 前锋       | 1959–62   |
| 11   | 杰里·卢卡斯     | 中锋       | 1959–62   |
| 21   | 埃文·特纳       | 锋卫摇摆人 | 2007–2010 |
| 22   | 吉姆·杰克逊     | 后卫       | 1989–92   |
| 35   | 加里·布拉德斯   | 中锋       | 1961–64   |

## 女子篮球
七叶树女子篮球队获得过1次NCAA一级女子篮球锦标赛亚军（1993年，82-84德克萨斯理工），并获得过12次十大联盟冠军。主场为Value City体育馆。

## 棒球队
七叶树棒球队成立于1881年，是俄亥俄州立大学的第一支运动队。获得过1次全国冠军和14次十大联盟冠军。主场为比尔·戴维斯体育场。
1966年，俄亥俄州立大学七叶树棒球队在决赛中以8–2战胜俄克拉荷马州立大学，赢得全国冠军。

## 奥运选手
俄亥俄州立大学培养了200多名奥运运动员。其中最知名为杰西·欧文斯，俄亥俄州立大学杰西·欧文斯纪念体育场也以其命名。

## 全国冠军

### NCAA团体冠军
俄亥俄州立大学七叶树队共赢得了31次NCAA全国团体冠军。
- 男子项目
  - 棒球：1966
  - 篮球：1960
  - 击剑: 1942
  - 高尔夫: 1945、1979
  - 体操：1985、1996、2001
  - 室外田径: 1929
  - 游泳（11）：1943、1945、1946、1947、1949、1950、1952、1954、1955、1956、1962
  - 排球：2011、2016、2017
  - 摔跤：2015
- 女子项目
  - 赛艇：2013、2014、2015
  - 冰球：2022
- 男女混合
  - 击剑：2004、2008、2012

### 非NCAA团体冠军
俄亥俄州立大学七叶树队共赢得了55次非NCAA授予的全国团体冠军。
- 男子项目
  - 橄榄球（8）：1942、1954、1957、1961、1968、1970、2002、2014
- 女子项目
  - 花样游泳（33）：1977、1978、1979、1980、1982、1983、1985、1986、1987、1988、1989、1990、1991、1992、1993、1994、1995、1996、1997、2001、2002 2003、2004、2009、2010、2011、2012、2015、2017、2018、2019、2022
  - 手枪 (7)：2000、2003、2004、2009、2017、2021、2022
- 男女混合
  - 手枪 (7)：2000、2014、2015、2016、2018、2021、2022

## 图片集

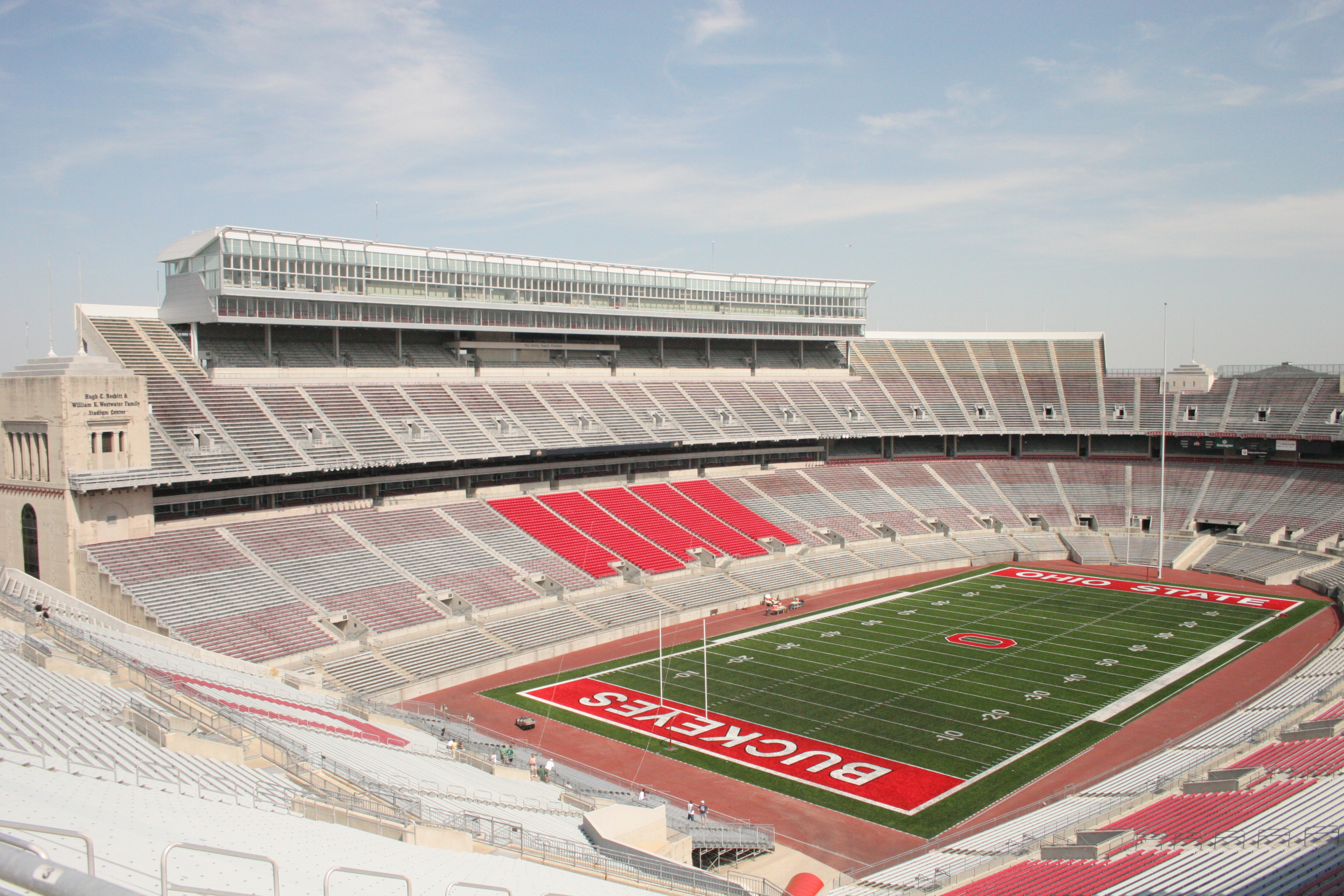
橄榄球队主场俄亥俄体育场
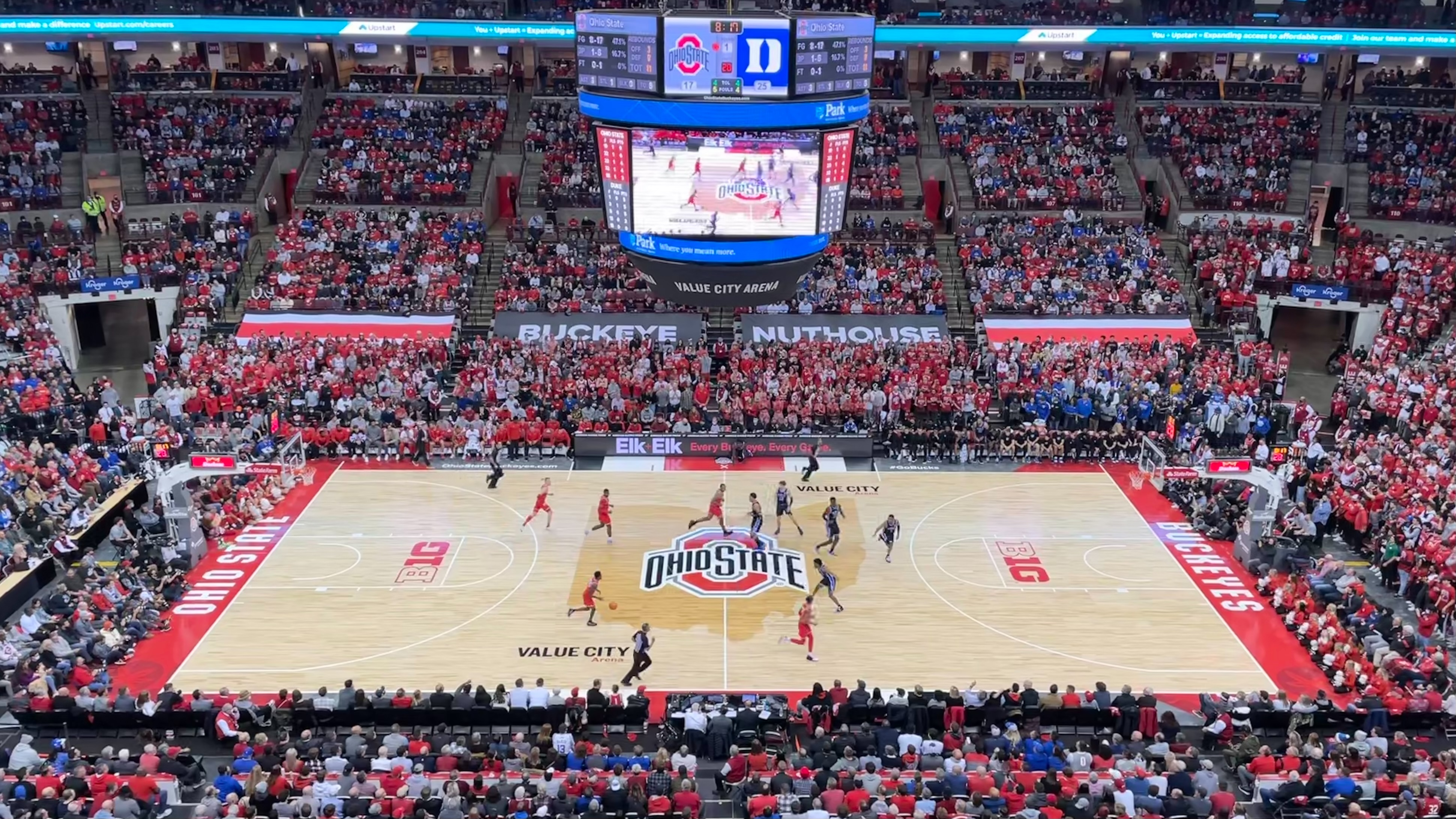
篮球队主场Value City体育馆
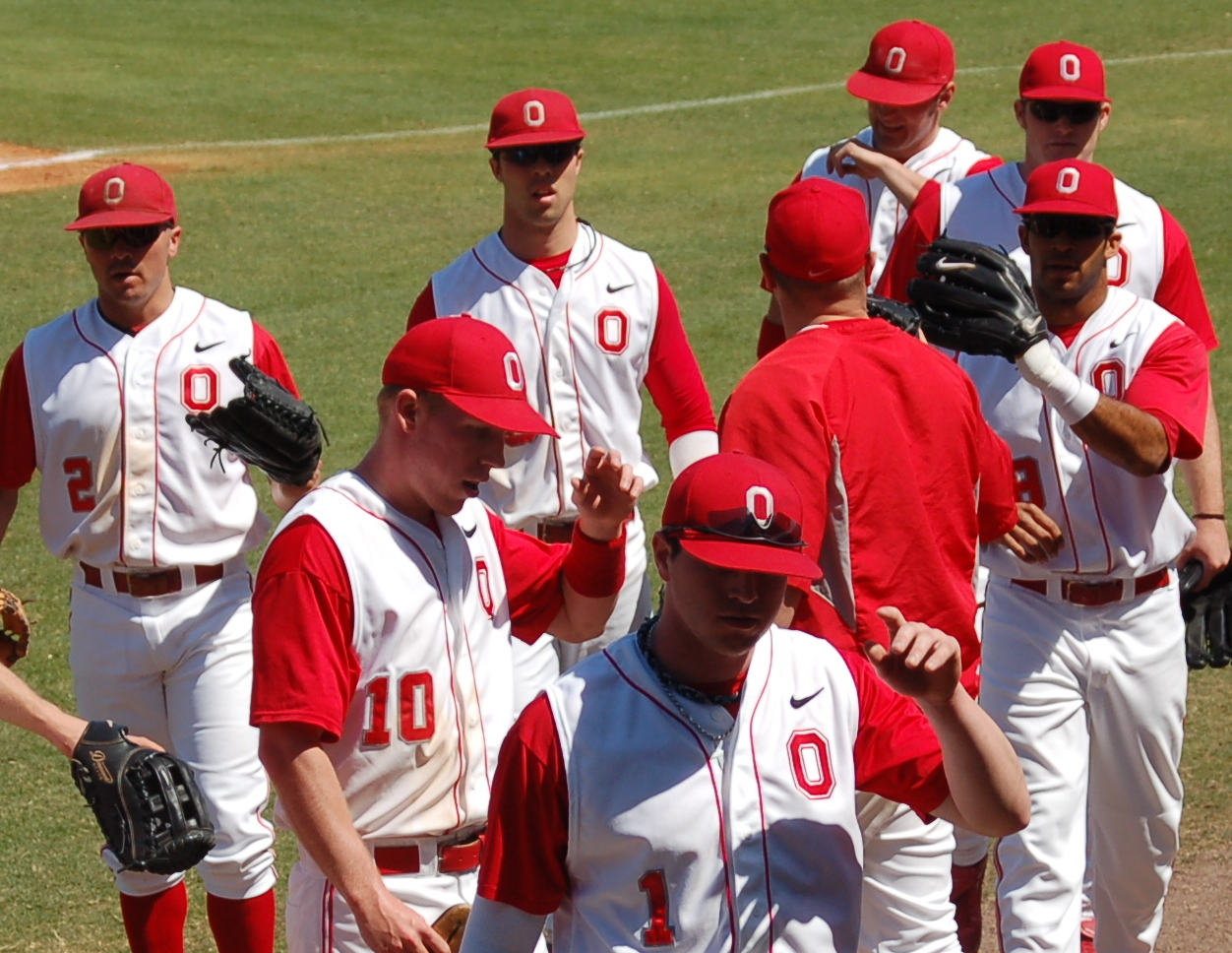
棒球队运动员